# Volksbank Raiffeisenbank AmmerGäu
Die Volksbank Raiffeisenbank AmmerGäu eG ist eine deutsche Genossenschaftsbank mit dem Sitz im Stadtteil Ergenzingen in der baden-württembergischen Stadt Rottenburg am Neckar im Landkreis Tübingen.

## Geschichte
Die heutige Volksbank Raiffeisenbank AmmerGäu eG entstand im Jahr 2023 aus der Fusion der Volksbank Ammerbuch eG mit dem Sitz in Ammerbuch mit der Raiffeisenbank Oberes Gäu eG mit dem Sitz in Ergenzingen und der Raiffeisenbank Mötzingen eG Mötzingen-Iselshausen eG mit dem Sitz in Mötzingen.
Im Jahre 1884 wurde im Saal der ehemaligen Frankschen Brauerei der Darlehenskassen-Verein Entringen eGmuH gegründet. Die ehemalige Volksbank Ammerbuch eG ging ursprünglich aus den acht Darlehenskassenvereinen Altingen, Breitenholz, Entringen, Oberndorf, Pfäffingen, Poltringen, Reusten und Unterjesingen hervor. Im Jahr 2003 erhielt die Bank den Namen Volksbank Ammerbuch eG.
Die Volksbank Ammerbuch - Ammertalbank - eG (die spätere Volksbank Ammerbuch eG) entstand im Jahr 1980 aus der Fusion der Volksbank Ammerbuch eG mit dem Sitz in Ammerbuch mit der Raiffeisenbank Ammertal eG mit dem Sitz in Unterjesingen. Durch die Fusion der Genossenschaftsbank Altingen eGmbH mit dem Sitz in Altingen im Jahr 1972 mit der Raiffeisenbank Entringen-Breitenholz-Reusten eGmbH mit dem Sitz in Entringen entstand die ehemalige Volksbank Ammerbuch eGmbH.
Die ehemalige Raiffeisenbank Oberes Gäu eG (Weitere Details siehe hier) entstand im Jahr 1970 als Raiffeisenbank Oberes Gäu eGmbH durch die Fusion der Raiffeisenbank Ergenzingen eGmbH mit dem Sitz in Ergenzingen mit der Raiffeisenbank Baisingen eGmbH mit dem Sitz in Baisingen, der Spar- und Darlehnskasse Rohrdorf eGmbH mit dem Sitz in Rohrdorf und der Spar- und Darlehnskasse Göttelfingen eGmbH mit dem Sitz in Göttelfingen. Die Raiffeisenbank Ergenzingen eGmbH entstand zuvor im Jahr 1952 als Spar- und Darlehnskasse Ergenzingen-Eckenweiler eGmbH durch die Fusion des Darlehnskassenverein Eckenweiler eGmuH mit dem Sitz in Eckenweiler mit dem Darlehnskassenverein Ergenzingen eGmuH.
Im Jahr 1981 fusionierte die Raiffeisenbank Oberes Gäu eG mit der Raiffeisenbank Weitingen eG mit dem Sitz in Weitingen und im Jahr 1989 mit der Raiffeisenbank Wachendorf eG mit dem Sitz in Wachendorf. Diese entstand wiederum im Jahr 1969 als Raiffeisenbank Wachendorf eGmbH durch die Fusion der Spar- und Darlehnskasse Bierlingen eGmbH mit dem Sitz in Bierlingen mit der Spar- und Darlehnskasse Felldorf eGmbH mit dem Sitz in Felldorf und der Spar- und Darlehnskasse Wachendorf eGmbH.
Die ehemalige Raiffeisenbank Mötzingen eG Mötzingen-Iselshausen entstand im Jahr 1967 als Raiffeisenbank Mötzingen-Iselshausen eGmbH durch die Fusion der Raiffeisenkasse Mötzingen eGmbH mit dem Sitz in Mötzingen mit der Raiffeisenkasse Iselshausen eGmbH mit dem Sitz in Iselshausen.

## Rechtsverhältnisse
Die Volksbank Raiffeisenbank AmmerGäu eG ist im Genossenschaftsregister beim Amtsgericht Stuttgart unter GnR 380014 eingetragen.

## Organisationsstruktur
Rechtsgrundlagen sind das Genossenschaftsgesetz und die durch die Vertreterversammlung beschlossene Satzung. Organe der Bank sind der Vorstand, der Aufsichtsrat und die Vertreterversammlung. Sie wählt den Aufsichtsrat, der wiederum den Vorstand ernennt. Als Regionalprüfungsverband fungiert der Baden-Württembergische Genossenschaftsverband.

## Sicherungseinrichtung
Die Volksbank Raiffeisenbank AmmerGäu eG ist der amtlich anerkannten Sicherungseinrichtung des Bundesverbandes der Deutschen Volksbanken und Raiffeisenbanken GmbH und der zusätzlichen freiwilligen Sicherungseinrichtung des Bundesverbandes der Deutschen Volksbanken und Raiffeisenbanken e.V. angeschlossen.

## Geschäftsausrichtung
Die Volksbank Raiffeisenbank AmmerGäu eG betreibt das Universalbankgeschäft. Im Verbundgeschäft arbeitet sie mit der DZ Bank, R+V Versicherung, Bausparkasse Schwäbisch Hall, Teambank, VR Smart Finanz, Münchener Hypothekenbank, DZ Hyp, Süddeutsche Krankenversicherung (SDK) und der Union Investment zusammen. 

## Aus- und Weiterbildung
Das Ausbildungsangebot reicht von der 2,5-jährigen Ausbildung zum Bankkaufmann über die verkürzte Ausbildung zum Finanzassistenten bis hin zum Hochschulstudium an der Dualen Hochschule Baden-Württemberg (DHBW) zum Bachelor of Arts sowie die Ausbildung zur Kauffrau/-mann im Einzelhandel.

## Kunst und Kultur
Vor  den Geschäftsstellen Entringen, Altingen und Unterjesingen befinden sich Kunstwerke des Bildhauers Lutz Ackermann.

## Geschäftsgebiet
Das Geschäftsgebiet liegt im Norden und Westen des Landkreises Tübingen, im Osten des Landkreises Freudenstadt und im Südwesten des Landkreises Böblingen.
An diesen Orten betreibt die Bank Filialen:
- Ergenzingen (jur. Sitz, Geschäftsstelle)
- Entringen (Geschäftsstelle)
- Mötzingen (Geschäftsstelle)
- Altingen (Geschäftsstelle)
- Baisingen (Geschäftsstelle)
- Bierlingen (Geschäftsstelle)
- Weitingen (Geschäftsstelle)
- Unterjesingen (SB-Geschäftsstelle)
- Oberndorf (SB-Geschäftsstelle)
- Pfäffingen (SB-Geschäftsstelle)